# الجبهة الداخلية خلال الحرب العالمية الثانية

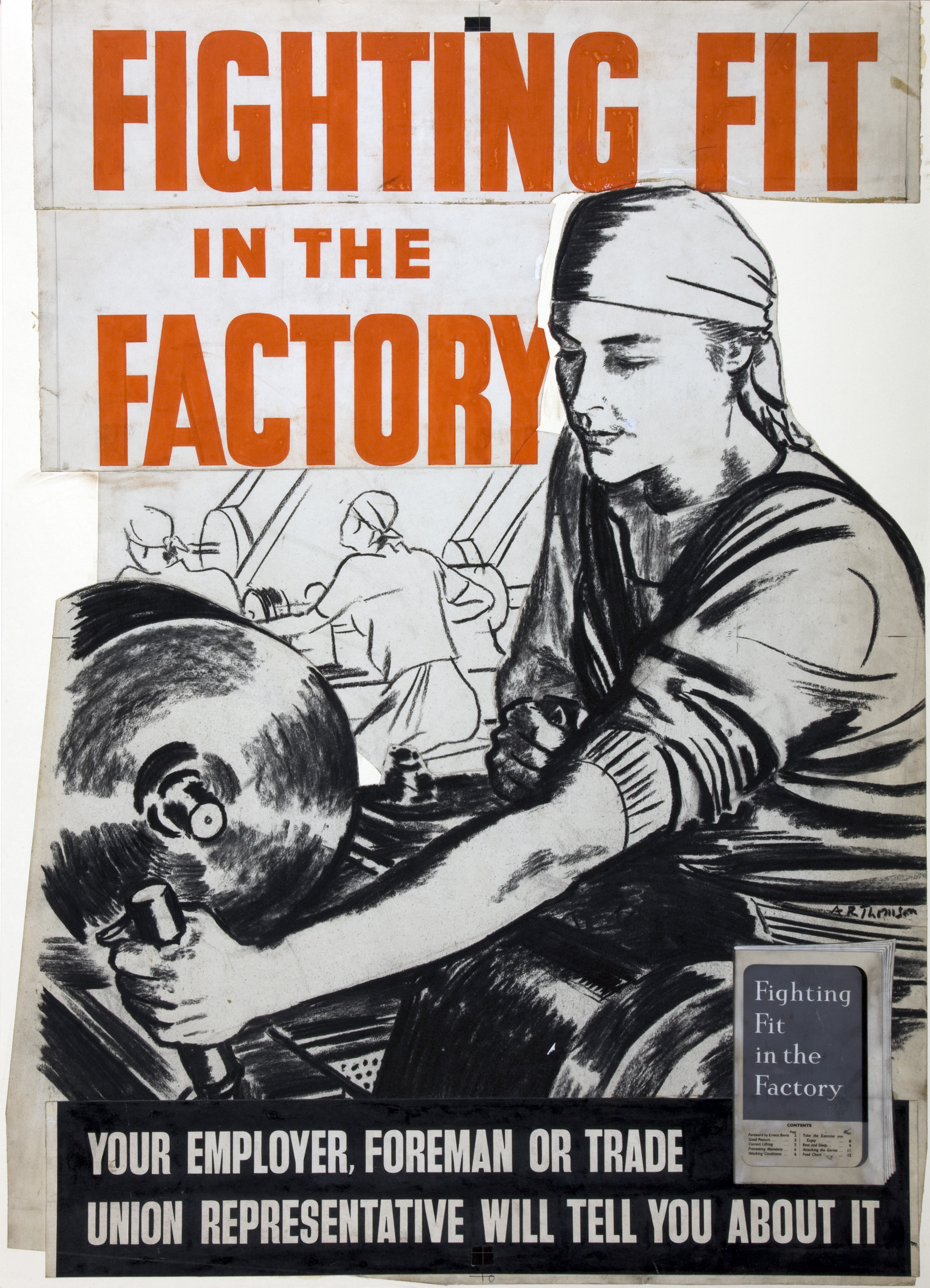
INF3-160 القتال صالح في المصنع. ملصق بريطاني من AR AR طومسون

تغطي «الجبهة الداخلية» أنشطة المدنيين في دولة في حالة حرب. كانت الحرب العالمية الثانية حربًا كاملة؛ أصبح إنتاج الوطن أكثر قيمة لكل من قوى الحلفاء والمحور. كانت الحياة على الجبهة الداخلية خلال الحرب العالمية الثانية جزءًا مهمًا من المجهود الحربي لجميع المشاركين وكان لها تأثير كبير على نتائج الحرب. انخرطت الحكومات في قضايا جديدة مثل التقنين، وتخصيص القوى العاملة، والدفاع عن الوطن، والإخلاء في مواجهة الغارات الجوية، والاستجابة للاحتلال من قبل قوة العدو. لقد استجابت الروح المعنوية وعلم النفس لدى الناس للقيادة والدعاية. عادة ما تم حشد النساء بدرجة غير مسبوقة.
لقد تعلمت جميع القوى المعنية من تجاربها على الجبهة الداخلية خلال الحرب العالمية الأولى. كان نجاحهم في تعبئة الناتج الاقتصادي عاملاً رئيسياً في دعم العمليات القتالية. من بين الأنشطة المعززة للمعنويات التي استفادت منها أيضًا الجهود القتالية، انخرطت الجبهة الداخلية في مجموعة متنوعة من إستغلال الخردة في المواد الضرورية للمجهود الحربي مثل المعادن والمطاط.

## نظرة عامة

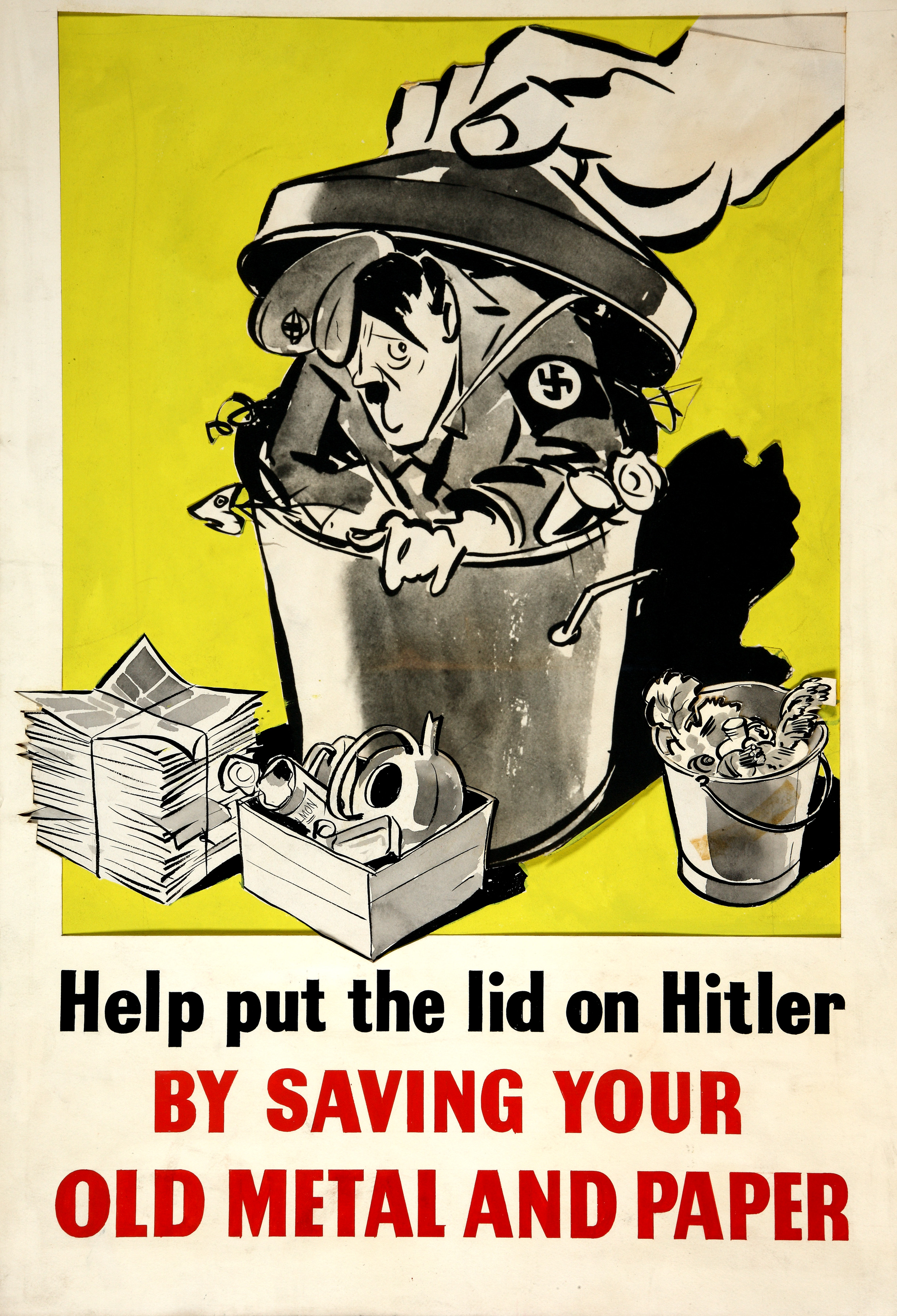
إنقاذ - ساعد على وضع غطاء على هتلر عن طريق توفير المعدن والورق القديم

كرست القوى الكبرى ما بين 50 إلى 61 في المائة من إجمالي الناتج المحلي لإنتاج الذخائر. أنتج الحلفاء حوالي ثلاثة أضعاف الذخائر التي تنتجها قوى المحور.
| البلد / التحالف            | عام            | عام  | عام    | عام  | عام  | عام  | عام                   |
| البلد / التحالف            | معدل 1935-1939 | 1940 | 1941   | 1942 | 1943 | 1944 | مجموع </br> 1939-1944 |
| -------------------------- | -------------- | ---- | ------ | ---- | ---- | ---- | --------------------- |
| الولايات المتحدة الأمريكية | 0.3            | 1.5  | 4.5    | 20.0 | 38.0 | 42.0 | 106.3                 |
| بريطانيا                   | 0.5            | 3.5  | 6.5    | تسعة | 11.0 | 11.0 | 41.5                  |
| الاتحاد السوفييتي          | 1.6            | 5.0  | 8.5    | 11.5 | 14.0 | 16.0 | 56.6                  |
| الحلفاء المجموع            | 2.4            | 10.0 | 20.0   | 41.5 | 64.5 | 70.5 | 204.4                 |
| ألمانيا                    | 2.4            | 6.0  | 6.0    | 8.5  | 13.5 | 17.0 | 53.4                  |
| اليابان                    | 0.4            | 1.0  | 2.0    | 3.0  | 4.5  | 6.0  | 16.9                  |
| المحور المجموع             | 2.8            | 7.0  | ثمانية | 11.5 | 18.0 | 23.0 | 70.3                  |

المصدر: بيانات جولدسميث في هاريسون (1988) ص.   172
| بلد                        | عام  | عام  | عام  | عام  | عام  | عام  | عام  | عام  |
| بلد                        | 1937 | 1939 | 1940 | 1941 | 1942 | 1943 | 1944 | 1945 |
| -------------------------- | ---- | ---- | ---- | ---- | ---- | ---- | ---- | ---- |
| اليابان                    | 100  | 107  | 109  | 111  | 108  | 99   | 93   | 78   |
| ألمانيا                    | 100  | 108  | 117  | 108  | 105  | 95   | 94   | 85   |
| الولايات المتحدة الأمريكية | 100  | 96   | 103  | 108  | 116  | 115  | 118  | 122  |

المصدر: جيروم ب. كوهين، اقتصاد اليابان في الحرب وإعادة الإعمار (1949) ص 354

## حلفاء
أطلق الحلفاء على أنفسهم «الأمم المتحدة» (حتى قبل تلك المنظمة التي تشكلت في عام 1945)، وتعهدوا بدعمهم لميثاق الأطلسي لعام 1941. حدد الميثاق الأهداف المثالية للحرب: لا يوجد تضارب إقليمي؛ لم تحدث تغييرات إقليمية ضد رغبات الناس؛ استعادة الحكم الذاتي لأولئك المحرومين منه؛ حرية الوصول إلى المواد الخام. تخفيض القيود التجارية؛ تعاون عالمي لتأمين ظروف اقتصادية واجتماعية أفضل للجميع؛ التحرر من الخوف والعوز؛ حرية البحار والتخلي عن استخدام القوة، وكذلك نزع سلاح الدول المعتدية.

### فرنسا

#### زوجات الحرب
لم يكن الجنود الفرنسيون البالغ عددهم مليوني جندي المحتجزون كأسرى حرب وعمال قسريين في ألمانيا طوال الحرب معرضين لخطر الموت أثناء القتال، لكن مخاوف الانفصال عن زوجاتهم البالغ عددها 800000 كانت عالية. قدمت الحكومة بدلًا متواضعًا، لكن واحدة من كل عشرة أصبحت بغايا لدعم أسرهن. وفي الوقت نفسه، روج نظام فيشي نموذجا تقليديا للغاية من أدوار النساء. بعد الحرب، أعطت فرنسا النساء حق التصويت وحقوق قانونية وسياسية إضافية، رغم أنه لم يكن هناك شيء على نطاق حق الانتخاب الذي أعقب الحرب العالمية الأولى.

### بولندا
توزيع المواد الغذائية في بولندا المحتلة اعتبارا من ديسمبر 1941 
| جنسية       | السعرات الحرارية اليومية |
| ----------- | ------------------------ |
| الألمان     | 2310                     |
| أجانب       | 1790                     |
| الأوكرانيين | 930                      |
| أعمدة       | 654                      |
| يهود        | 184 (54) [بحاجة لتوضيح]  |

بالإضافة إلى ذلك، كان من المقرر استخدام الخطة العامة أوست للنازيين، التي تصورت القضاء على السكان السلافيين في الأراضي المحتلة والمجاعات الاصطناعية - كما هو مقترح في خطة الجوع. [بحاجة لتوضيح]

## المحور

### ألمانيا
لم تعبأ ألمانيا بالكامل في عام 1939، ولا حتى في عام 1941. حتى عام 1943، تحت قيادة ألبرت شبير (وزير التسلح في الرايخ)، قامت ألمانيا أخيرًا بإعادة توجيه كامل اقتصادها وقوتها البشرية إلى الإنتاج الحربي. بدلاً من استخدام جميع الألمان المتاحين، فقد جلب الملايين من عمال العبيد من البلدان التي تم فتحها، وعاملتهم معاملة سيئة (والحصول على إنتاجية منخفضة في المقابل). كان الاقتصاد الألماني ببساطة صغيرًا جدًا في حالة حرب شاملة. كانت إستراتيجية هتلر لتغيير هذا من خلال سلسلة من الغارات المفاجئة. هذا فشل مع الهزائم في روسيا في عامي 1941 و1942، وضد القوة الاقتصادية للحلفاء.

#### عمل إجباري
بدلاً من توسيع اقتصادات الدول المحتلة، استولى النازيون على الآلات المحمولة وعربات السكك الحديدية، وطلبوا معظم إنتاجهم الصناعي، واستولوا على كميات كبيرة من الطعام (15٪ من الإنتاج الفرنسي)، وأجبروا الضحايا على دفع تكاليف احتلالهم العسكري.
أجبر النازيون 15 مليون شخص على العمل في ألمانيا (بما في ذلك أسرى الحرب)؛ مات الكثير منهم بسبب ظروف معيشية سيئة، وسوء معاملة، وسوء تغذية، وإعدام. في ذروته، كان العمال القسريون يمثلون 20٪ من قوة العمل الألمانية وكانوا جزءًا حيويًا من الاستغلال الاقتصادي الألماني للمناطق التي تم فتحها. كانت تتركز بشكل خاص في الذخائر والزراعة. على سبيل المثال، تم احتجاز 1.5 مليون جندي فرنسي في معسكرات أسرى الحرب في ألمانيا كرهائن وعمال قسريين، وفي عام 1943، اضطر 600000 مدني فرنسي إلى الانتقال إلى ألمانيا للعمل في مصانع الحرب.

#### اقتصاد
على الرغم من أن ألمانيا كان لديها حوالي ضعف عدد سكان بريطانيا (80 مليون مقابل 46 مليون)، إلا أنها اضطرت إلى استخدام المزيد من العمالة لتوفير الغذاء والطاقة. استوردت بريطانيا الطعام ووظفت مليون شخص فقط (5٪ من القوى العاملة) في المزارع، بينما استخدمت ألمانيا 11 مليون شخص (27٪). بالنسبة لألمانيا لبناء مصانعها النفطية الإثني عشر مع قدرة 3.3 مليون طن سنويا يتطلب 2.3 مليون طن من الفولاذ الهيكلي و7.5 مليون يوم عمل. (استوردت بريطانيا كل نفطها من العراق وبلاد فارس وأمريكا الشمالية). للتغلب على هذه المشكلة، استخدمت ألمانيا ملايين العمال القسريين وأسرى الحرب؛ بحلول عام 1944، استقدموا أكثر من خمسة ملايين عامل مدني ونحو مليوني أسير حرب - أي ما مجموعه 7.13 مليون عامل أجنبي.

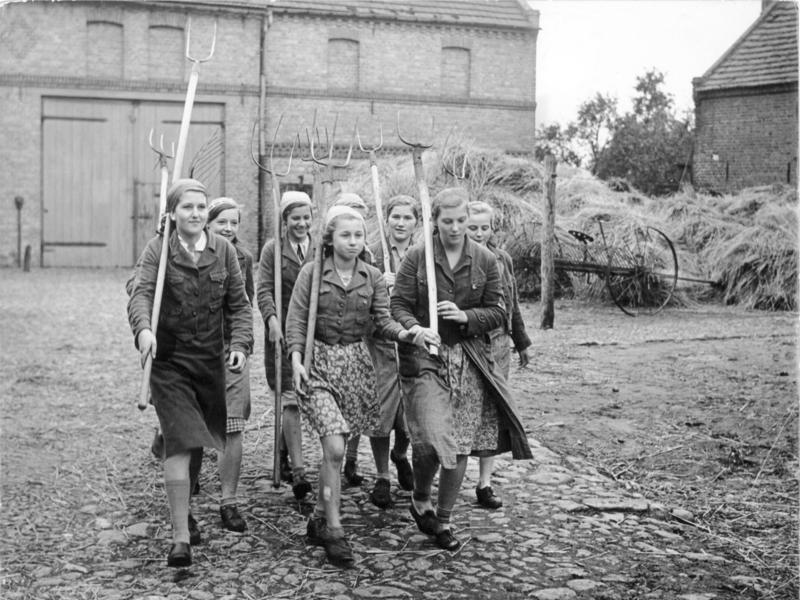
الفتيات المراهقات في العمل الزراعي في الأراضي المحتلة، وهو واحد من الواجبات المحتملة التي أسندتها رابطة الفتيات الألمانية، النسخة النسائية لشباب هتلر، مع عضوية إلزامية للفتيات. يقول التعليق في Das Deutsche Mädel، في عددها الصادر في مايو 1942: «جلب كل الحماس والقوة الحياتية لشبابهم، فإن بناتنا الصغيرات في خدمة العمل يساهمن في المناطق الألمانية المستعادة في الشرق».

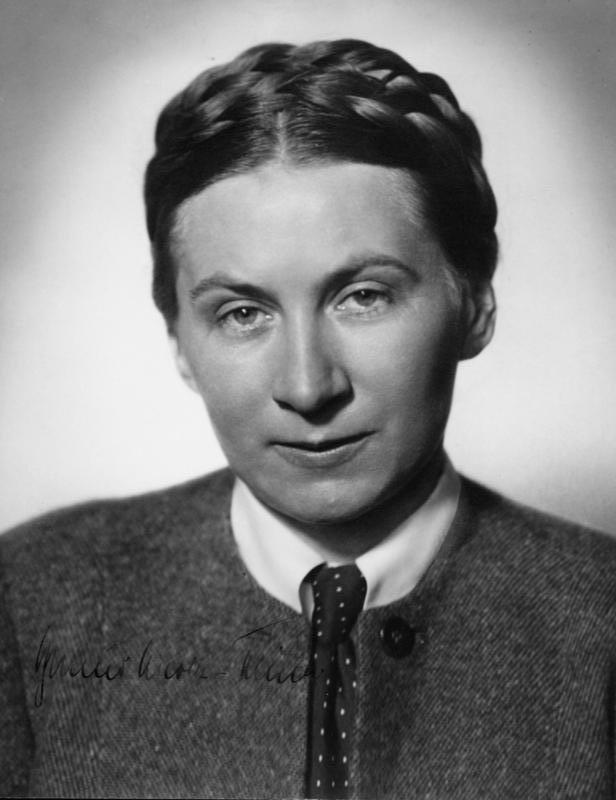
Gertrud Scholtz-Klink, head of the women's wing of the Nazi Party as well as the Woman's Bureau in the German Labor Front

#### تقنين
تم تقديم الحصص في ألمانيا عام 1939 فور اندلاع القتال. كان هتلر مقتنعًا في البداية بأنه سيؤثر على الدعم الشعبي للحرب إذا تم تقديم برنامج تقنين صارم. كان النازيون يتمتعون بشعبية جزئية لأن ألمانيا كانت مزدهرة نسبيًا، ولم يرغب هتلر في فقدان شعبيته أو دعمه الشعبي. شعر هتلر أن نقص الغذاء وغيرها كان عاملاً رئيسياً في تدمير الروح المعنوية للمدنيين خلال الحرب العالمية الأولى، مما أدى إلى الانهزامية والاستسلام.
على الرغم من التقنين، كان لدى المدنيين ما يكفي من الطعام والكساء؛ كتب الشاهد هوارد ك. سميث في وقت لاحق أن «[و] أو شعب يشارك في حرب الحياة والموت... الشعب الألماني لمدة عامين من الحرب أكل بشكل جيد بشكل مثير للدهشة.» على سبيل المثال، كانت حصة اللحوم 500 غرام في الأسبوع للشخص الواحد. بعد الغزو الألماني للاتحاد السوفيتي في يونيو 1941، تغير هذا إلى 400 غرام في الأسبوع، ثم انخفض أكثر. يقدر سميث أن حصص اللحوم انخفضت بنسبة تصل إلى 80٪ في خمسة أشهر من القتال في روسيا، واستشهد بالعديد من التغييرات المفاجئة الأخرى في الظروف المعيشية، كتب سميث أنه بحلول الوقت الذي غادر فيه ألمانيا في أواخر عام 1941، «لأول مرة.. الشعب الألماني يعاني من سوء التغذية». أعطى النظام حصصاً إضافية للرجال المشاركين في الصناعات الثقيلة، وحصص التجويع منخفضة للغاية لليهود والبولنديين في المناطق التي تحتلها ألمانيا، ولكن ليس للبولنديين داخل ألمانيا، الذين تم جلب الكثير منهم لأداء العمل الشاق في الحرب الألمانية الصناعات.

وفقًا لنشر عام 1997 لوالتر فيشر إلى قائمة البريد الإلكتروني "Memories of 1940": 
 كانت حصص الإعاشة كافية للعيش، لكن من الواضح أنها لم تسمح بالكماليات. الكريمة المخفوقة لم تكن معروفة من 1939 حتى 1948، وكذلك الشوكولاتة والكعك مع الكريمات الغنية إلخ. لا يمكن أن تؤكل اللحوم كل يوم. لم يتم تقنين العناصر الأخرى، ولكن ببساطة أصبحت غير متوفرة لأنه كان يجب استيرادها من الخارج: القهوة على وجه الخصوص، والتي تم استبدالها في جميع أنحاء بدائل مصنوعة من الحبوب المحمصة. لم يتم تقنين الخضروات والفواكه المحلية؛ فواكه الحمضيات والموز المستورد لم تكن متوفرة. في المزيد من المناطق الريفية، واصل المزارعون تقديم منتجاتهم إلى الأسواق، حيث اعتمدت المدن الكبيرة على التسليم لمسافات طويلة. احتفظ العديد من الناس بالأرانب للحوم عندما أصبح نادرًا في المتاجر، وكانت مهمة الطفل في كثير من الأحيان هي العناية بهم كل يوم.
بحلول ربيع عام 1945، كان توزيع المواد الغذائية ونظام الحصص الغذائية في انهيار متزايد، بسبب تعطل النقل الذي لا يمكن التغلب عليه والتقدم السريع لجيوش الحلفاء من الغرب والشرق مع ما يترتب على ذلك من فقد لمرافق تخزين الأغذية. في برلين، في بداية معركة برلين، أعلنت السلطات عن حصص غذائية تكميلية خاصة في 20 أبريل 1945. وتتكون من رطل (450 جم) من لحم الخنزير المقدد أو النقانق، نصف رطل من الأرز، نصف رطل من البازلاء أو البقول، رطل من السكر، وأربعة أوقية (110 غرام) من القهوة البديلة، أونصة واحدة من القهوة الحقيقية، والقصدير من الخضروات أو الفاكهة. وأعلنوا أيضًا أن مخصصات الحصص الغذائية القياسية للأسبوعين المقبلين يمكن المطالبة بها مقدمًا. التخصيص الإضافي لحصص الإعاشة أطلق عليها سكان برلين هيملفاهيرتريشن، حصص يوم الصعود، «لأننا مع هذه الحصص سنصعد الآن إلى الجنة» 

#### التمريض
كان لدى ألمانيا خدمة تمريض كبيرة ومنظمة تنظيماً جيداً، مع ثلاث منظمات رئيسية، واحدة للكاثوليك، وواحدة للبروتستانت، وجمهورية الكونغو الديمقراطية (الصليب الأحمر). في عام 1934، أنشأ النازيون وحدة تمريض خاصة بهم، وهي الممرضات البنيات، التي استوعبت واحدة من المجموعات الأصغر، ليصل عدد أفرادها إلى 40.000 عضو. أقامت رياض الأطفال في المنافسة مع منظمات التمريض الأخرى، على أمل السيطرة على عقول الألمان الشباب. شاركت ممرضات نفسيات مدنيات كن أعضاء في الحزب النازي في قتل المعاقين، على الرغم من أن هذا كان يكتنفه في تعبيرات ملطفة وإنكار.
تم التعامل مع التمريض العسكري في المقام الأول من قبل DRK، والتي أصبحت تحت سيطرة النازية الجزئية. تم توفير الخدمات الطبية في الخطوط الأمامية من قبل الأطباء والممرضين الذكور. خدمت ممرضات الصليب الأحمر على نطاق واسع داخل الخدمات الطبية العسكرية، وكانوا يعملون في المستشفيات التي كانت قريبة من الخطوط الأمامية ومعرضة لخطر الهجمات بالقنابل. كانو من بين 470,000 امرأة ألمانية خدمت في الجيش.

#### المشردين
أدى غزو ألمانيا في عام 1945 إلى تحرير 11 مليون أجنبي، يُطلق عليهم «المشردون» (DPs) - معظمهم من العمال القسريين وأسرى الحرب. بالإضافة إلى الأسرى، استولى الألمان على 2.8 مليون عامل سوفيتي للعمل في المصانع في ألمانيا. كانت إعادتهم إلى بلادهم أولوية قصوى للحلفاء. ومع ذلك، في حالة عودة الروس والأوكرانيين يعني في كثير من الأحيان الشك أو السجن أو حتى الموت. وفرت عمليات الأمم المتحدة لإعادة التأهيل والصليب الأحمر والعمليات العسكرية الغذاء والملبس والمأوى والمساعدة في العودة إلى ديارهم. في المجمل، تمت إعادة 5.2 مليون إلى الاتحاد السوفيتي، 1.6 مليون إلى بولندا، و1.5 مليون إلى فرنسا، و900000 إلى إيطاليا، إلى جانب 300000 إلى 400000 لكل من يوغوسلافيا وتشيكوسلوفاكيا وهولندا والمجر وبلجيكا.

#### اللاجئين
في 1944-1945، فر أكثر من 2.5 مليون من الألمان العرقيين من أوروبا الشرقية في مجموعات عائلية، ويأملون بشدة في الوصول إلى ألمانيا قبل أن يتفوق عليهم الروس.  توفي نصف مليون شخص في هذه العملية، وتم ترحيل الناجين إلى مخيمات اللاجئين في ألمانيا الشرقية والغربية لسنوات. وفي الوقت نفسه، شجعت موسكو قواتها على اعتبار المرأة الألمانية أهدافًا للانتقام. دعا المارشال الروسي جورجي جوكوف قواته إلى: «تذكر إخواننا وأخواتنا، أمهاتنا وآباءنا، زوجاتنا وأطفالنا الذين تعرضوا للتعذيب حتى الموت على أيدي الألمان. . . . سننتقم من الانتقام الوحشي لكل شيء». تم اغتصاب أكثر من مليوني امرأة داخل ألمانيا في عام 1945 في موجة من النهب والحرق والانتقام.

### اليابان

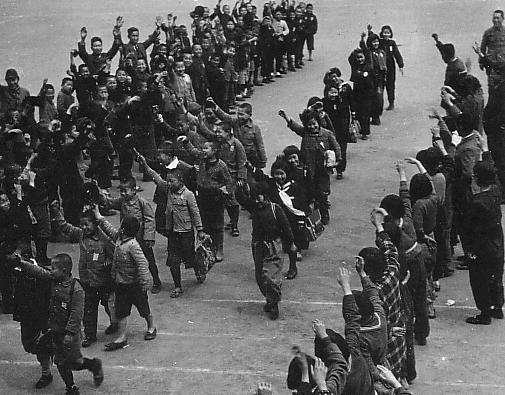
أطفال المدارس اليابانية الذين تم إجلاؤهم إلى المناطق الريفية في عام 1944

تم تنظيم الجبهة الداخلية اليابانية بشكل متقن، كتلة تلو الأخرى، مع الحصص الغذائية واسعة النطاق والعديد من الضوابط على العمل. استخدمت الحكومة الدعاية بكثافة والمخطط لها بتفاصيل دقيقة فيما يتعلق بتعبئة القوى العاملة، وتحديد نقاط الاختناق الحرجة، والإمدادات الغذائية، والخدمات اللوجستية، وملاجئ الغارات الجوية، وإجلاء الأطفال والمدنيين من المدن المستهدفة. كانت الإمدادات الغذائية ضيقة للغاية قبل أن يبدأ القصف العنيف في خريف عام 1944، ثم نما إلى أزمة. لم يكن هناك سوى زيادة طفيفة قدرها 1.4 مليون امرأة في سوق العمل بين عامي 1940 و 1944. كانت الجهود الدعائية المكثفة التي بذلتها الحكومة لتعزيز المدخرات وتأجيل شراء المستهلك ناجحة إلى حد كبير، وخاصة من جانب ربات البيوت اللائي يسيطرن بشكل عام على ميزانية الأسرة. أعلن وزير الرفاهية، «من أجل تأمين قوتها العاملة، يقوم العدو بصياغة النساء، لكن في اليابان، نظرًا لنظام الأسرة، لن نقوم بصياغتهن».
  وأشير إلى مواطن الضعف في الاستخدام الأقصى للقوة العاملة من خلال وجود 600000 من خادمات المنازل في الأسر الثرية في عام 1944. أرادت الحكومة رفع نسبة المواليد، حتى مع وجود 8.2 مليون رجل في القوات المسلحة، قتل منهم ثلاثة ملايين. ساعدت الحوافز الحكومية على رفع معدل الزواج، لكن عدد المواليد ظل ثابتًا عند حوالي 2.2 مليون سنويًا، مع انخفاض بنسبة 10٪ في 1944-1945، وتراجع آخر بنسبة 15 ٪ في 1945-1946. التقنين الصارم للحليب أدى إلى صغار الأطفال. لم يكن هناك أي تأثير طويل الأجل أو طويل على التأثير السكاني العام لليابان.
بدأت الحكومة في وضع خطط للإخلاء في أواخر عام 1943، وبدأت في إزالة مدارس بأكملها من المدن الصناعية إلى الريف، حيث كانت آمنة من القصف وكان بإمكانها الوصول إلى الإمدادات الغذائية بشكل أفضل. تم نقل 1.3 مليون طفل - مع مدرسيهم ولكن ليس مع آبائهم. عندما بدأ القصف الأمريكي بجدية في أواخر عام 1944، فر 10 ملايين شخص من المدن إلى المناطق الريفية بأمان، بما في ذلك ثلثي سكان أكبر المدن و87 ٪ من الأطفال. تركوا وراءهم عمال الذخيرة والمسؤولون الحكوميون. بحلول أبريل 1945، تم نقل 87٪ من الأطفال الأصغر سنا إلى الريف.
تم تحويل وحدات الدفاع المدني إلى وحدات قتالية، وخاصة فيلق القتال التطوعي الشعبي، حيث تم تجنيد الرجال المدنيين حتى سن 60 عامًا والنساء حتى سن الأربعين. ابتداءً من يناير 1945، قامت الحكومة بتشغيل برنامج تدريبي مكثف لتمكين جميع السكان المدنيين من خوض «المعركة الحاسمة» مع الغزاة الأمريكيين باستخدام القنابل اليدوية والطائرات الشراعية المتفجرة ورماح الخيزران. لقد أدرك الجميع أنهم ربما يموتون فيما أسماته الحكومة، «الانتحار الكبير لمائة مليون». أصبحت الظروف الصحية أسوأ بكثير بعد الاستسلام في سبتمبر عام 1945، حيث تم تدمير الكثير من المساكن، وتمت إعادة 6.6 مليون ياباني إضافي من منشوريا، الصين والهند الصينية وفورموزا وكوريا وسايبان والفلبين.

#### المشاعر المدنية وجهود الحرب الحكومية
كان هناك دعم مدني كبير للحرب بحلول يوليو 1937. الغزو الياباني الناجح لمنشوريا في أوائل 1930 غذت صعود السياسة الخارجية العدوانية والقومية الراديكالية. ساعدت تقارير شبمون اليابانية ومحطة الإذاعة عن الأحداث في نشر هذا الشعور بسرعة. فهم فوائد تثقيف السكان حول جهود الحرب. بدءًا من يناير 1938، تم بث عشر دقائق من أخبار الحرب الساعة 7:30 مساءً كل يوم.
في بداية الحرب، أنشأت وزارة الداخلية اليابانية المزيد من الحملات لتوليد الدعم للحرب. على سبيل المثال، تم تشجيع المواطنين على تجنب الكماليات وتوفير الثروة للدولة. حتى أن الحكومة قامت بإصلاح نظامها التعليمي من خلال إعادة كتابة الكتب المدرسية الأخلاقية لتكون أكثر قومية وعسكرية. كما تم تعليم تلاميذ المدارس الأغاني القومية مثل أومي يوكابا:
 " إذا ذهبت بعيدا إلى البحر، 
 سأكون جثة غسلها. 
 إذا ذهبت بعيدا إلى الجبل، 
 سأكون جثة في العشب 
 ولكن إذا أموت من أجل الإمبراطور، 
 لن يكون هذا اسف". 

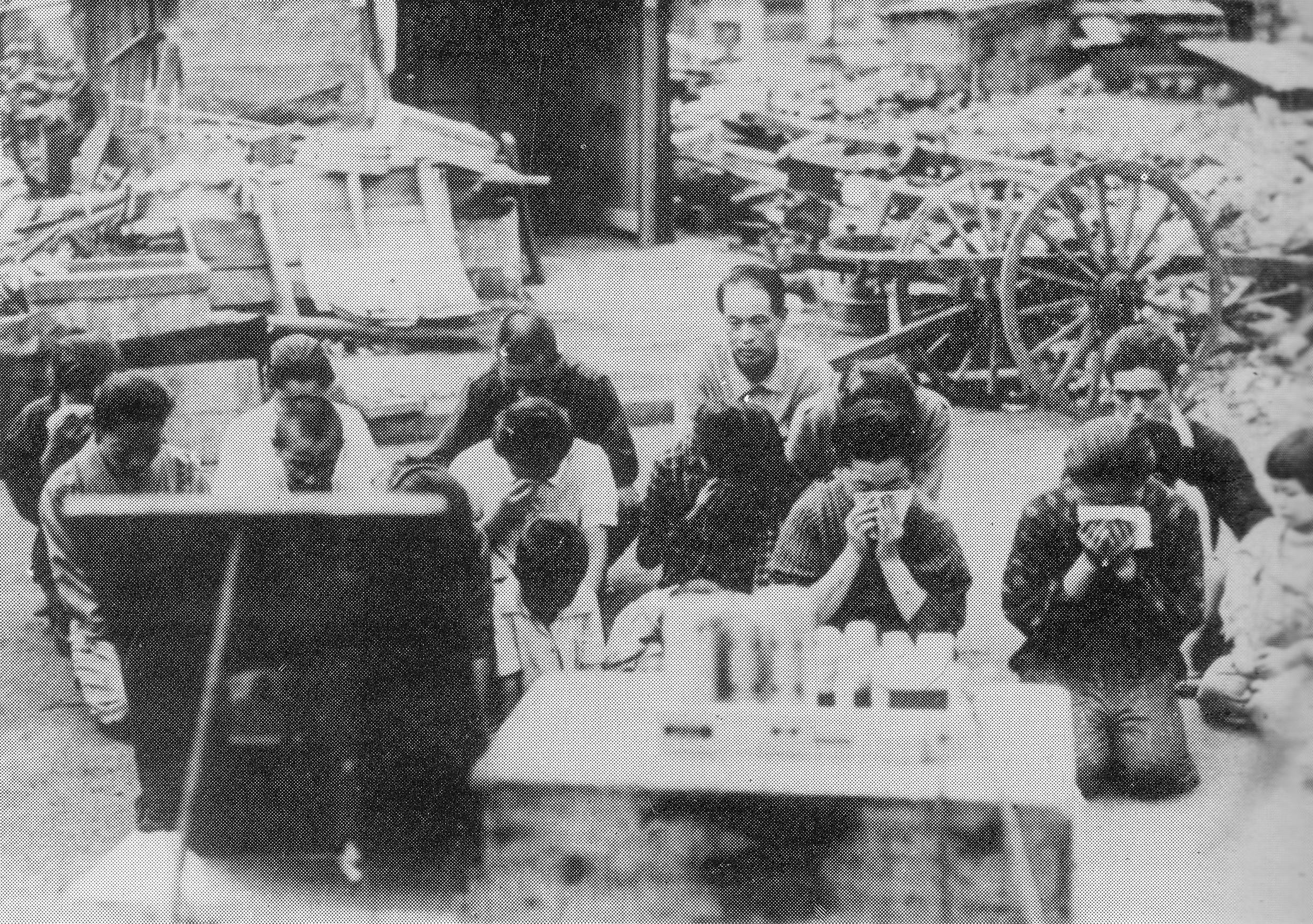
مدنيون يستمعون إلى استسلام الإمبراطور، في 15 أغسطس 1945

في عام 1937، تم إعطاء Shinmin no michi (طريقة الموضوعات) لجميع المواطنين اليابانيين من أجل تعليمهم كيفية التصرف. وبالمثل، أصدرت وزارة الحرب اليابانية " سنجينون" (رمز الخدمة الميدانية) في عام 1941، والذي حاول تثقيف الجنود حول كيفية التصرف أثناء الحرب. على وجه التحديد، احتوى سنجينون على المثل الأعلى الشهير لعدم الاستسلام الذي ألهم العديد من الجنود اليابانيين على الانتحار من القبض على المخاطر أو الاستسلام. تشير ملاحظات اليوميات والرسائل المدنية في زمن الحرب إلى أن الحكومة كانت ناجحة في حشد دعم هائل للحرب. على الرغم من التقنين الذي يسبب نقص الغذاء، إلا أن الكثير من اليابانيين كانوا سعداء بالإلزام. كتب ساكاموتو كين، ربة منزل كوتشي: "بالنسبة للأسماك، أعطانا مجلس المجتمع توزيعًا فقط من الروبيان وسمك أبو سيف؛ لا يمكننا الحصول على لحم الخنزير أو اللحم البقري. لدي شعور بأنه سيكون هناك نقص في شيء قليلًا ولكن في الحرب، يجب علينا أن نهدف للاقتصاد حتى بطرق صغيرة ويجب أن نتوخى الحذر بشأن الهدر - من أجل البلاد ". مثل هذه المشاعر كانت شائعة جدا في اليابان.
بعد الحديث عن نجاح الحكومة اليابانية، لم يكن هناك سوى 1000 من الهاربين كل عام لمدة ست سنوات من الحرب العالمية الثانية. في المقابل، هرب حوالي 40,000 أمريكي وأكثر من 100,000 جندي بريطاني خلال الحرب العالمية الثانية. بينما كانت هناك بعض المقاومة من اليابانيين، كان معظمهم يدعمون جهود الحرب العالمية الثانية. في الواقع، كان الكثيرون على استعداد للقتال ضد الغزاة إذا جاءت الفرصة. في بعض مناطق اليابان، مارست النساء القتال برماح الخيزران. تعهدت الفتيات بقتل غازي واحد على الأقل قبل وفاتهن؛ مارس الأطفال رمي الكرات تحسبا لقيامهم بإلقاء القنابل اليدوية على العدو. كانت هناك حتى تقارير عن حالات انتحار جماعي للمدنيين قرب نهاية الحرب العالمية الثانية، وهي محاولة لتجنب القبض عليها. كان هذا جزئيًا بسبب ولاء الإمبراطور وأساليب الخوف من الحكومة اليابانية، والتي نشرت معلومات مغلوطة بأن الجنود الأمريكيين يرتكبون فظائع ضد المدنيين الأبرياء. بالنسبة للمدنيين اليابانيين الآخرين، كان هناك شعور عام بالحزن في وقت استسلام اليابان. كتب إينو تارو، مراهق ياباني كان مكلفًا بأعمال الحرب، بيانًا في مذكراته في إعلان أن اليابان قد استسلمت: «صرخة! دعنا نبكي حتى لا نستطيع بعد الآن. في وقت لاحق سنرى على الأرجح تدفق قوة جديدة.» 
| عام      | 1939  | 1943 | 1944 |
| -------- | ----- | ---- | ---- |
| المنشقين | 669   | 20   | 40   |
| الفارون  | 669 * | 1023 | 1085 |

* 669 هو العدد الإجمالي للهاربين والمنشقين عام 1939.

#### الطعام
صمد الإنتاج الزراعي في الجزر المنزلية بشكل جيد خلال الحرب حتى بدأ القصف. انخفض من الرقم القياسي 110 في عام 1942 إلى 84 في عام 1944 و 65 فقط في عام 1945. والأسوأ من ذلك أن الواردات جفت. كان نظام الحصص الغذائية الياباني فعالاً طوال الحرب، ولم تحدث حوادث خطيرة لسوء التغذية. أظهر مسح حكومي في طوكيو أن الأسر اعتمدت في عام 1944 على السوق السوداء للحصول على 9 ٪ من الأرز و38 ٪ من الأسماك و69 ٪ من الخضروات.
تعتمد الإمدادات الغذائية المحلية اليابانية على الواردات، التي قطعت إلى حد كبير بسبب الغواصات الأمريكية وحملات القصف. وبالمثل، كان هناك القليل من عمليات الصيد في أعماق البحار، بحيث كانت حصص الأسماك بحلول عام 1941 تم حصدها في الغالب من المياه الساحلية. وكانت النتيجة نقص الغذاء المتزايد، وخاصة في المدن. كان هناك بعض سوء التغذية ولكن لم يبلغ عن الجوع. على الرغم من تقنين الحكومة للمواد الغذائية، فقد اضطرت بعض الأسر إلى إنفاق أكثر مما يمكن أن يقدمه دخلها الشهري على مشتريات الأغذية من السوق السوداء. كانوا يعتمدون على المدخرات أو يتبادلون الطعام مقابل الملابس أو الممتلكات الأخرى.
| عام            | 1937  | 1938  | 1939  | 1940  | 1941  | 1942  | 1943  | 1944 | 1945 |
| الإنتاج المحلي | 9928  | 9862  | 10324 | 9107  | 8245  | 9999  | 9422  | 8784 | 6445 |
| واردات         | 2173  | 2546  | 1634  | 1860  | 2517  | 2581  | 1183  | 874  | 268  |
| كل الأرز       | 12101 | 12408 | 11958 | 10967 | 10762 | 12580 | 10605 | 9658 | 6713 |

#### الوفيات
أسفر القصف الجوي الأمريكي لما مجموعه 65 مدينة يابانية عن مقتل ما بين 400000 إلى 600000 شخص، مع أكثر من 100000 في طوكيو وحدها، وأكثر من 200000 في هيروشيما وناغازاكي مجتمعين. أسفرت معركة أوكيناوا عن مقتل ما بين 80,000 و 150,000 مدني. بالإضافة إلى أن عدد القتلى المدنيين بين المستوطنين الذين لقوا حتفهم أثناء محاولتهم العودة إلى اليابان من منشوريا في شتاء عام 1945 ربما كان حوالي 100000. بلغ مجموع القتلى العسكريين اليابانيين بين عامي 1937 و1945 2.1 مليون. جاء معظمهم في السنة الأخيرة من الحرب وكان سببها الجوع أو سوء التغذية الحاد في الحاميات المعزولة عن الإمدادات.

#### المرأة اليابانية
وفقًا للتاريخ الشفوي الذي درسه توماس ر. ه. هافنز، أثبتت القواعد الأبوية التقليدية وجود عائق عندما أرادت الحكومة استغلال سلطة المرأة بشكل أكبر في المجهود الحربي. كان العمل الإلزامي في مصانع الذخائر ممكنًا للنساء غير المتزوجات، لكن المعايير الاجتماعية منعت النساء المتزوجات من القيام بهذا النوع من العمل، في تناقض حاد مع روسيا وبريطانيا وألمانيا والولايات المتحدة. أدى غياب الكثير من الشباب إلى تعطيل أنماط الزواج والخصوبة والحياة العائلية بشكل كبير. كان النقص الحاد في المواد العادية، بما في ذلك الغذاء والسكن، أكثر قمعًا من جهود الدعاية الحكومية. اتبعت النساء اليابانيات الأوامر بشكل مطيع، ولم تحدث اضطرابات خطيرة مثل أعمال الشغب بسبب نقص الغذاء. أنشأ البغاء القسري لصالح الجنود اليابانيين برنامج «نساء المتعة» الذي أثبت إحراجه الشديد لليابان لعدة عقود بعد الحرب. كانت النساء غير اليابانيات من مستعمرات مثل كوريا وفورموزا عرضة للخطر بشكل خاص.
ابتداءً من أواخر القرن العشرين، حوّل المؤرخون الثقافيون انتباههم إلى دور المرأة في زمن الحرب، وخاصة الحرب العالمية الثانية. تشمل المصادر المستخدمة غالبًا المجلات التي نشرها الرجال للقراء. عادة ما تركز القصص الخيالية وغير الخيالية على الأدوار الاجتماعية كأمهات وزوجات، خاصة في التعامل مع صعوبات الإسكان والمواد الغذائية، والشواغل المالية في غياب رجال الحرب. كانت مشاكل زمن الموضة أولوية قصوى في مثل هذه المجلات في جميع الدول الكبرى. يذكر المؤرخون أن صناعات النسيج والأزياء اليابانية كانت ناجحة للغاية في التكيف مع النقص في زمن الحرب واحتياجات الدعاية. أكدت مجلات الفتيات المراهقات أنه يتعين عليهن متابعة المطالب الوطنية التي أجبرتهن على التخلي عن حرياتهن المراهقات وتحويل أنفسهن من «شوجو»، الذي يعني ضمارة المراهقين، إلى "gunkoku shōjo" [بنات من أمة عسكرية]، مع مسؤوليات كبيرة في الجبهة الداخلية. تمت تغطية إخلاء النساء والأطفال من المدن الكبرى، خوفًا من قصف الحلفاء، بالتفصيل للتأكيد على استعدادهم للتضحية من أجل الوطنية التي يتم تصويرها من خلال الخيال والمقالات الإخبارية والصور الفوتوغرافية. سيطرت الحكومة على جميع وسائل الإعلام، والإشراف على المجلات الشعبية حتى المحتوى الخاص بها من شأنه أن ينشر استراتيجيا أهداف الحكومة والدعاية.

#### الحالة في نهاية الحرب
تدهورت الأحوال الصحية والمعيشية بعد الاستسلام في سبتمبر 1945. تم تدمير معظم المساكن في المدن الكبيرة، تماماً كما حاول اللاجئون العودة من المناطق الريفية. إضافة إلى الأزمة، كان هناك تدفق 3.5 مليون جندي عائد و3.1 مليون مدني ياباني أعيدوا قسراً من المواقع الامبراطورية في منشوريا والصين والهند الصينية وفورموزا وكوريا وسايبان والفلبين؛ حوالي 400000 مدني تركوا وراءهم ولم يسمعوا به مرة أخرى. وفي الوقت نفسه، غادر اليابان 1.2 مليون كوري وأسير حرب وغيرهم من اليابانيين. نفذت الحكومة سياسات مؤيدة للولادة، والتي أدت إلى زيادة في معدل الزواج، ولكن ظلت معدلات المواليد ثابتة حتى انخفضت بنسبة 10 ٪ في ضغوط العام الماضي من الحرب، و15 ٪ أخرى خلال مشقة ما بعد الحرب فترة.
أثرت حملة القصف الأمريكي لجميع المدن الكبرى تأثيراً شديداً على الاقتصاد، وكذلك أثرت النقص في النفط والمواد الخام التي اشتدت عندما غرقت الغواصات الأمريكية بواسطة السفن التجارية اليابانية. عندما كان الإنتاج الصناعي متاحًا للجيش، على سبيل المثال، تم تخصيص 24 في المائة من الفولاذ المصنوع في اليابان عام 1937 للجيش، مقابل 85 في المائة في عام 1945. بحلول نهاية الحرب، كان الإنتاج في المئة من أعلى سعة لا يزال 100 في المائة بالنسبة للصلب، على الرغم من أن 75 في المائة فقط من الألمنيوم، و63 في المائة للأدوات الآلية، و42 في المائة للأنابيب المفرغة، و54 في المائة من الأسمنت، و32 في المائة من الأقمشة القطنية، و36 في المئة للصوف.

## المجاعات
كان النقص الحاد في الغذاء شائعًا في جميع أنحاء مناطق الحرب، خاصة في أوروبا حيث استخدمت ألمانيا المجاعة كسلاح عسكري. لم تستخدمها اليابان كسياسة متعمدة، ولكن انهيار أنظمة النقل والتوزيع أدى إلى حدوث مجاعة وظروف جوع بين جنودها في العديد من جزر المحيط الهادئ. يدرس Bose (1990) المجاعات الآسيوية الثلاث الكبرى التي حدثت أثناء الحرب: البنغال في الهند، وهونان في الصين، وتونكين في فيتنام. في كل مجاعة مات مليوني شخص على الأقل. وحدثت جميعها في أقاليم مكتظة بالسكان حيث كانت أسس الكفاف للزراعة قد فشلت تحت وطأة الضغوط الديموغرافية والسوقية. في كل الحالات، لعبت المجاعة دوراً في تقويض شرعية الدولة والبنية الاجتماعية السابقة.

## الإسكان
تم تدمير قدر كبير من المساكن أو تضررت إلى حد كبير خلال الحرب، وخاصة في الاتحاد السوفيتي،  ألمانيا واليابان. في اليابان، كان حوالي ثلث العائلات بلا مأوى في نهاية الحرب. في ألمانيا، تم تدمير حوالي 25٪ من إجمالي المساكن أو تضررت بشدة. في المدن الرئيسية كانت النسبة حوالي 45٪. في أماكن أخرى من أوروبا، تم تدمير 22 ٪ من المساكن قبل الحرب في بولندا بالكامل؛ 21 ٪ في اليونان؛ 9٪ في النمسا، 8 ٪ في هولندا ؛ 8٪ في فرنسا و7٪ في بريطانيا و5٪ في إيطاليا و4٪ في المجر.